# Jüdische Gemeinde Jemgum

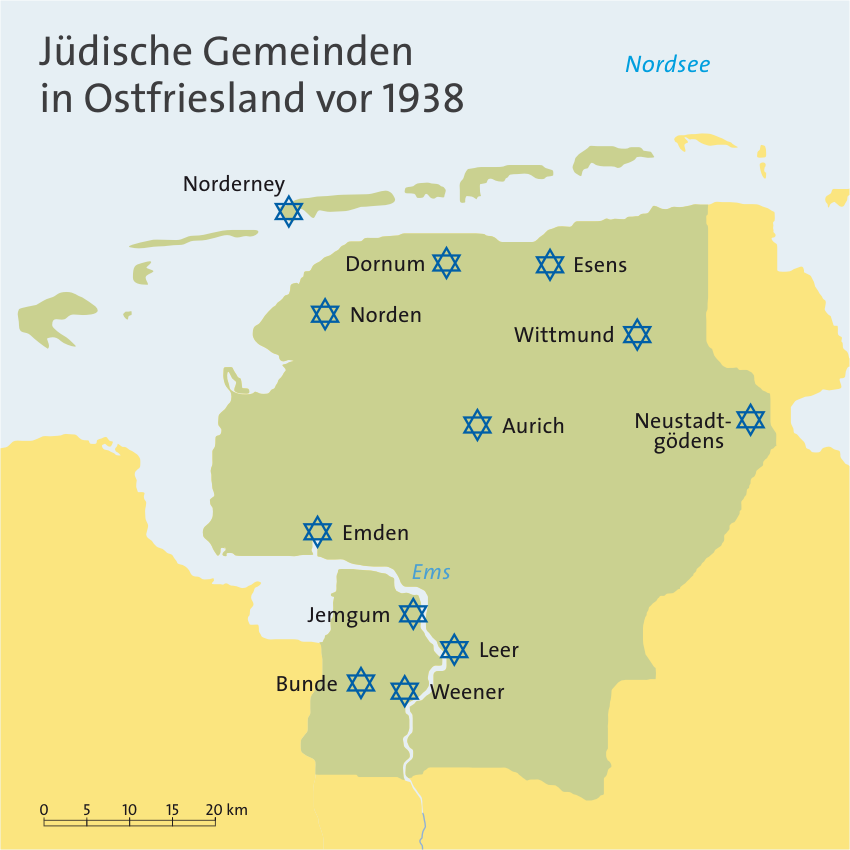
Jüdische Gemeinden in Ostfriesland vor 1938

Die jüdische Gemeinde in Jemgum bestand über einen Zeitraum von rund 350 Jahren von ihren Anfängen im 17. Jahrhundert bis zu ihrem Ende im Februar 1940.

## Geschichte der Jüdischen Gemeinde in Jemgum

### 17. Jahrhundert bis 1744
Die Anfänge der jüdischen Besiedlung in Jemgum liegen am Anfang des 17. Jahrhunderts. Wahrscheinlich trug die relative Nähe zur ältesten jüdischen Gemeinde in Emden zur Ansiedelung bei. Jemgum selbst galt als Hauptort des Niederrheiderlandes und besaß zu Beginn des 17. Jahrhunderts einen bedeutenden Hafen und das Marktrecht sowie seit 1523 die Waagegerechtigkeit. Neben einem Kram- und Flachsmarkt gab es einen Viehmarkt. Erstmals wird ein in Jemgum ansässiger Jude im Schatzungsregister des Amtes Leer von 1604 in Person des Michael Joede genannt. Eine kontinuierliche jüdische Niederlassung scheint es erst ab 1637 gegeben zu haben, jedoch hat es sich dabei wohl für lange Zeit nur um eine einzelne Familie, deren Oberhaupt Heimen bzw. Haeyo de Juede war, gehandelt. Ab 1671 gab es laut des landesherrlichen Judenregals zwei Schutzjuden mit ihren Familien im Ort. Wahrscheinlich lebten noch zwei weitere jüdische Familien im Ort, die 1708 in das Generalprivileg des Grafen Georg Albrecht aufgenommen wurden.
Zu dieser Zeit war die Jemgumer Judenschaft mutmaßlich noch Teil der erheblich größeren Emder Gemeinde. Bis 1670 haben sie, wie auch die Juden von Bunde, Weener, Jemgum und Stapelmoor den Friedhof der Emder Gemeinde mitgenutzt. In diesem Jahr wandten sich die Vertreter der Rheiderländischen Juden an die Fürstin Christine Charlotte. Sie baten darum, „in Gnaden zu consentiren, daß wyr unser endts in besagtem Ambte (Leerort) etwa ein halb oder gantz Diemat Landes vor ziemlichen Preiß an uns mogen erkaufen und selbiges zu einem Gottesacker vor unsere Todten benutzen dürfen“.
Die Fürstin gab dieser Bitte schon nach einem Tag statt. Sie wies ihren Beamten in Leerort an, die Juden beim Landkauf zu unterstützen und dafür zu sorgen, dass diese dabei nicht benachteiligt würden. Daraufhin kauften die Rheiderländer Juden ein Grundstück in Smarlingen zwischen Weener und Holthusen und legten dort einen Friedhof an, der fast zwei Jahrhunderte genutzt wurde.
Die Jemgumer Juden lebten in bescheidenen wirtschaftlichen Verhältnissen. 1717 besaß lediglich eine Familie ein eigenes Haus, die anderen lebten in Wohnungen und Heuerkammern der Jemgumer Armenverwaltung und wohl auch in von Privatleuten vermieteten Wohnungen. Bei einer Kapitalschatzung konnten im Jahre 1730 nur zwei Juden besteuert werden.
Bis 1734 war die kleine jüdische Gemeinschaft in Jemgum auf sechs Familien angewachsen, womit die erforderliche Zahl von zehn männlichen Gottesdienstbesuchern für eine Minjan wohl erreicht wurde. Wahrscheinlich blieben die Jemgumer Juden aber wohl zunächst in enger Verbindung zur Emder Gemeinde und danach mit der Gemeinde in Weener. Dafür spricht auch, dass den Juden des Emder Amtes, zu dem Jemgum gehörte, noch 1735 kein publiquer Gottesdienst erlaubt war, den Weeneraner Juden im benachbarten Amt Leerort hingegen schon.

### 1744 bis 1940

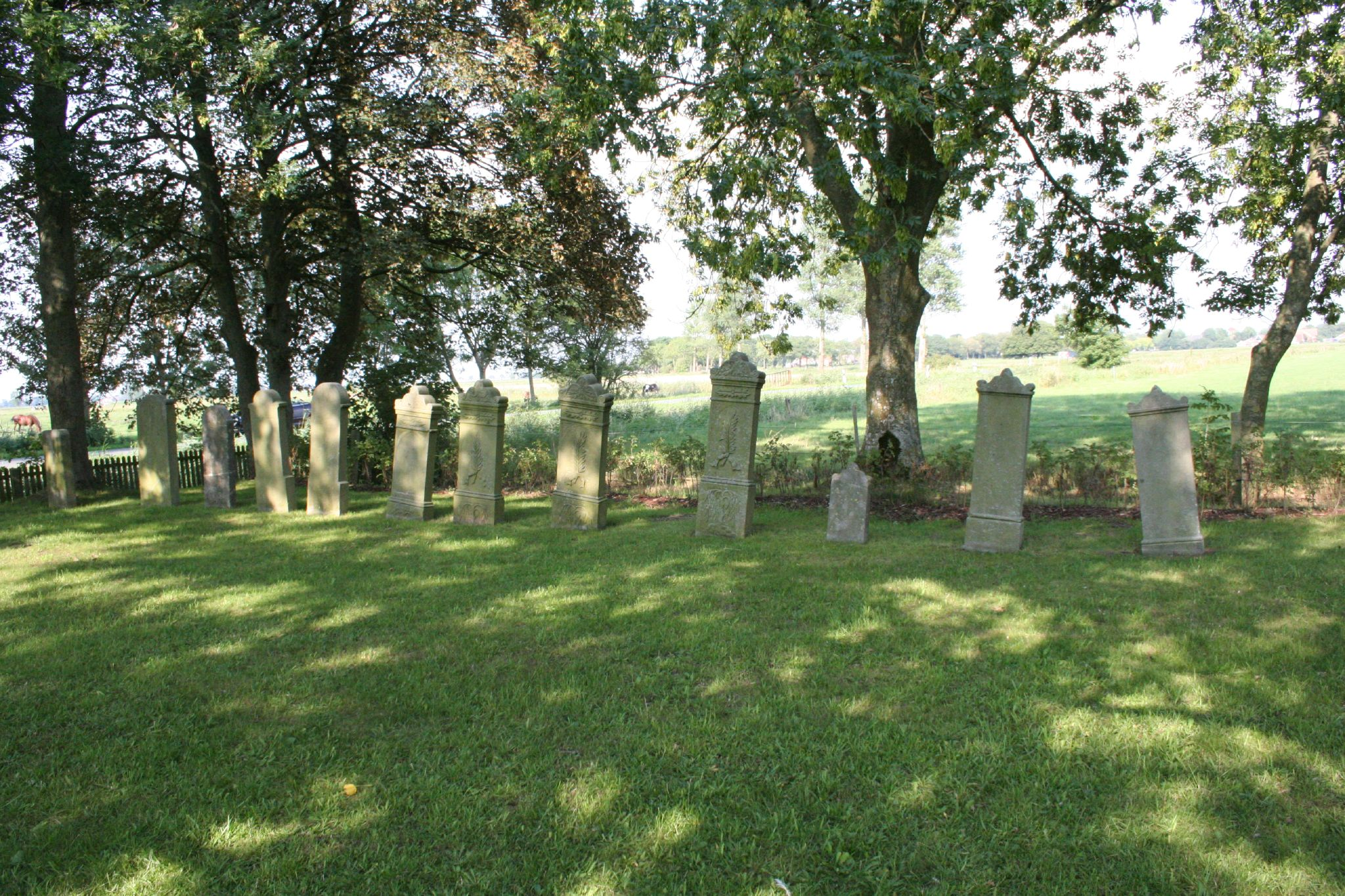
Der jüdische Friedhof am Jemgumer Sieltief

1744 fiel Ostfriesland nach dem Aussterben der Cirksena an Preußen und der neue Machthaber, König Friedrich II., ließ eine Generaltabelle der ostfriesischen Juden erstellen. Demnach lebten zu dieser Zeit im Flecken Jemgum sechs jüdische Familien.
Wie es schon die Cirksena geplant hatte, wollten auch die Preußen den jüdischen Bevölkerungsanteil in Ostfriesland senken. So sollten im Amt Emden nur noch vier jüdische Haushalte geduldet werden. Dies hatte jedoch keinen Einfluss auf die jüdische Gemeinde in Jemgum, deren Mitgliederzahl bis 1757 auf acht Familien anstieg. Danach bleibt die Zahl der jüdischen Familien in Jemgum für eine lange Zeit stabil bei zumeist sieben Familien.
In diese Zeit fällt wohl auch der Aufbau einer eigenständigen jüdischen Gemeinde in Jemgum. 1757 wird erstmals ein im Ort ansässiger Rabbi genannt, ab 1779 wird ein Vorsinger in der jüdischen Gemeinde erwähnt. Die Gottesdienste fanden allerdings bis zum Bau einer eigenen Synagoge im Jahr 1809 in einem jüdischen Privathaus in der Langen Straße statt. Gemeindeeigene Einrichtungen hat es zu dieser Zeit noch nicht gegeben. Auch die Ritualbäder befanden sich in privaten Haushalten, was manchmal zu Konflikten über die Nutzung führte.
Aus verschiedenen Verzeichnissen des 18. Jahrhunderts lässt sich die Erwerbsstruktur der Jemgumer Juden ablesen. Demnach verdiente der weitaus größte Teil seinen Unterhalt als Schlachter oder in damit zusammenhängenden Berufen, wie etwa dem Viehhandel. Dies lässt sich so auch in den anderen ostfriesischen jüdischen Gemeinden beobachten. Ungewöhnlich ist in Jemgum nur, dass es hier offenbar zumindest einen jüdischen Landwirt gab. Dies lässt sich aus der „Armenrechnung“ von 1799 ablesen, die Calmar Jacobs ausdrücklich als Besitzer von Weideland erwähnt. Zu Beginn des 19. Jahrhunderts wandelte sich dieses Bild und die jüdischen Einwohner Jemgums betätigten sich nun auch als Kaufleute und ab 1807 scheint das Schlachten ausschließlich als Nebengewerbe betrieben worden zu sein.
1809, Ostfriesland gehörte inzwischen zum Königreich Holland und damit zum französischen Machtbereich, erwarb die Jemgumer Judenschaft ein Haus an der Langen Straße und ließ ein Jahr später „mit ansehnlicher Beihülfe des großen Rothschild“ im Garten dieses Hauses eine Synagoge errichten. Durch die geringe Größe der Jemgumer Gemeinde sowie der schwachen Wirtschaftskraft ihrer Mitglieder musste das Gebäude schon kurze Zeit später versteigert werden, wurde allerdings mit auswärtiger Hilfe zurückerworben. Neben der Synagoge unterhielt die Gemeinde ab 1846 auch eine Elementarschule mit einem Lehrer, die aber wohl kurz danach geschlossen wurde, denn 1852 besuchten die zwölf jüdischen Kinder die örtliche Schule.
1848 war der Friedhof in Smarlingen voll belegt und die Juden von Weener und Jemgum legten eigene Friedhöfe an. Die Gemeinde in Jemgum erwarb dazu ein Grundstück am Jemgumer Sieltief. Dieser Friedhof war bis 1932 in Benutzung. Auf dem 1107 Quadratmeter großen Areal befinden sich heute noch 13 Grabsteine.
Der Niedergang der jüdischen Gemeinde in Jemgum setzte sich dennoch fort. Ab 1858 fanden in der Synagoge keine regelmäßigen Gottesdienste mehr statt, da die erforderliche Zahl von zehn männlichen Gottesdienstbesuchern für eine Minjan nicht mehr erreicht wurde. Um 1869 galt die Synagoge als baufällig, wurde aber auf Betreiben der örtlichen Juden wieder instand gesetzt, da diese sich keiner anderen Gemeinde anschließen wollte. Gottesdienste fanden auch danach nur sporadisch statt, wenn durch auswärtige Juden die erforderliche Zahl männlicher Juden erreicht wurde. 1898 schlug der Landesrabbiner den Jemgumer Juden vor, sich der Gemeinde in Weener anzuschließen. Dies lehnten die Jemgumer Judenschaft jedoch ab. Spätestens seit 1917 wurde die Jemgumer Synagoge nicht mehr genutzt und die örtlichen Juden gingen an hohen Feiertagen nach Leer oder Weener, um an Gottesdiensten teilnehmen zu können. Die Synagoge wird in Berichten bis 1930 immer wieder als baufällig erwähnt. Danach endet die Überlieferung über ihren Zustand.
Zu Beginn des Jahres 1933 lebten nur noch zwei jüdische Familien im Ort. Sie sahen sich nach der Machtübernahme der Nationalsozialisten Übergriffen ausgesetzt. Bis 1938 sind mehrere Fälle dokumentiert. Im Zusammenhang mit der Reichspogromnacht gab es ebenfalls Übergriffe gegen die örtlichen Juden, zu einer „Aufholung“, wie sie in den anderen jüdischen Gemeinden passierte, ist es in Jemgum offenbar nicht gekommen. Die Synagoge, obgleich immer noch in Gemeindebesitz war wohl in einem derart schlechten Zustand, dass diese schon kein Angriffsziel mehr bildete. Das Gebäude wurde später abgebrochen und das Grundstück ging in private Hände über.
Die im September 1939 in Jemgum lebenden sechs Mitglieder der jüdischen Familie Cohen mussten ihren Heimatort im Februar 1940 verlassen und wurden nach Leer verbracht, um dann einen Monat später nach Berlin transportiert zu werden. Dort verlieren sich die Spuren von drei Familienangehörigen. Drei weitere gelten als verschollen in Auschwitz Westlich von Jemgum (Richtung Jemgumgaste/Bunderhee) blieb der Friedhof der Gemeinde erhalten. Nach 1945 leitete die Staatsanwaltschaft ein Ermittlungsverfahren gegen ehemalige Angehörige der SA ein. Dieses stellte die Behörde jedoch ebenso ein wie ein weiteres Verfahren wegen der Zerstörungen auf dem Friedhof.

## Gemeindeentwicklung
Die jüdische Gemeinde in Jemgum war immer eine der kleinsten in Ostfriesland. Im Jahr 1885 wurde mit 50 Personen der Höchststand erreicht.
| Jahr          | Gemeindemitglieder |
| ------------- | ------------------ |
| 1637          | 1 Familie          |
| 1708          | 4 Familien         |
| 1757          | 8 Familien         |
| 1873          | 7 Familien         |
| 1867          | 19 Personen        |
| 1885          | 50 Personen        |
| 1905          | 20 Personen        |
| 1925          | 9 Personen         |
| 1939September | 6 Personen         |

## Gedenkstätten
- Jüdischer Friedhof Jemgum